# Ruben Rausing
Anders Ruben Rausing (uttal: [ˈrʉːbɛn ²raʊsɪŋ] lyssna (fil), innan namnbyte 1921 Andersson), född 17 juni 1895 på Råå i Raus församling, Malmöhus län, död 10 augusti 1983 på Simontorp utanför Blentarp, var en svensk företagare och grundare av Tetra Pak.

## Biografi
Ruben Rausing var son till småföretagaren August Andersson och Mathilda Fredrika Svensson samt bror till Cecil Rausing. Han tog sig efternamnet Rausing 1921, efter namnet på hemsocknen Raus. Fadern var liberal och medlem i Missionsförbundet, men gav sina barn en fri uppfostran, därför fick Ruben Rausing sluta söndagsskolan då han begärde det. Han gick på högre folkskola och läste privat för att kunna ta studentexamen vid Nicolaiskolan (fd. Gossläroverket) i Helsingborg. Under sin tid vid Nicolaiskolan lärde Rausing känna Bertil Ohlin, senare partiledare för Folkpartiet och ekonomipristagare, och inledde vad som skulle bli en livslång vänskap. 
Då Rausings moster hade sparat en del av vad hon tjänat på fiskförsäljning, kunde han låna pengar av henne för att finansiera sina studier vid Handelshögskolan i Stockholm, där han skrevs in 1916 och tog ekonomisk examen (DHS) 1918. Även Ohlin läste vidare vid HHS. Bland Rausings lärare på Handels kan särskilt professor Eli Heckscher nämnas och studierna kom att utöva ett stort inflytande på honom både intellektuellt och mentalt. Genom ett stipendium kunde Rausing därefter ta en Master of Science vid Columbia University i New York 1920. År 1921 gifte han sig sedan med lärarinnan Amelie Elisabeth Varenius (1894-1946), dotter till postexpeditören Benjamin Varenius och Maria Gustava Erika Stenberg. I äktenskapet blev han far till Gad Rausing, Hans Rausing och Sven Rausing.

## Entreprenören
Under sin tid i New York såg Ruben Rausing några av de första självbetjäningsbutikerna och insåg vilka möjligheter som låg i dessa, men han förstod också att de krävde helt andra metoder för att förpacka varorna. Efter hemkomsten från USA 1920 blev han först medarbetare till direktör Carl Ramström vid SLT (AB Sveriges litografiska tryckerier, från 1970 Esselte) och så småningom vice VD. Rausing försökte flera gånger få ledningen att starta utveckling av nya konsumentförpackningar. Eftersom denna inte visade något intresse lämnade han dock företaget 1929 för att tillsammans med Erik Åkerlund grunda Åkerlund & Rausing i Malmö.
Åkerlund hade varit medgrundare till förlaget Åhlén & Åkerlund 1906 och dess första produkt hade varit tvåkilospåsar för mjöl. Företaget blev ett av de ledande inom den internationella marknaden och framgången berodde delvis på Rausings förmåga att rekrytera kompetenta medarbetare och marknadsförare, samt sin förmåga att sluta gynnsamma kontakter och avtal med tillverkare.

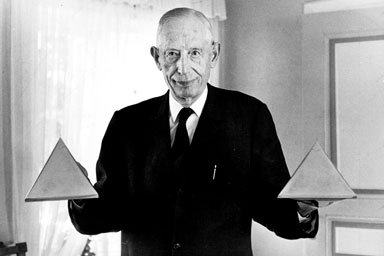
Ruben Rausing med Tetra Pak-förpackningar 1965.

Trots den ekonomiska krisen på 1930-talet gick affärerna bra och Ruben Rausing kunde 1933 lösa ut Erik Åkerlund. År 1939 flyttade företaget från Malmö till Lund eftersom Rausing ansåg att myndigheterna i Lund underlättade företagets expansionssträvanden. Efter att ha nått stora framgångar med förpackningar för torra varor som mjöl och socker, började företaget 1943 utveckla pappersförpackningar för mjölk.
Erik Wallenberg, laboratorieassistent på Åkerlund & Rausing, gjorde den grundläggande uppfinningen av tetraedern som förpackningsform. Harry Järund fullföljde utvecklingsarbetet och försäljningschefen Erik Torudd lämnade sedan också avgörande bidrag till att få ut förpackningen i serietillverkning. 1946 kunde den färdiga lösningen presenteras. År 1950 bildades sedan ett särskilt bolag i Lund, Tetra Pak, för att sälja förpackningsutrustning och två år senare levererades den första förpackningsutrustningen till Lundaortens Mejeriförening.
Det utvecklingsarbete som bedrevs under 1950- och 60-talen var mycket kostsamt, men 1963 lanserades slutligen den smidigare tegelstensformade Tetra Brik, som kom att bli världens mest sålda förpackning för drycker. Familjen Rausing sålde därför 1965 sin andel av Åkerlund & Rausing till Swedish Match för att helt kunna koncentrera resurserna på Tetra Pak. På 1970- och 80-talen kom de stora ekonomiska framgångarna och familjen blev en av Europas rikaste.
Tetra Pak ingår sedan 1993 i Tetra Laval-koncernen som även omfattar företaget DeLaval med rötter i Alfa Laval, som fram till 2002 ingick i Tetra Laval.

## Utmärkelser
- Ledamot av Ingenjörsvetenskapsakademien 1950.
- Ekonomie hedersdoktor vid Handelshögskolan i Stockholm (ekon. dr. h.c.) 1959.
- Kommendör med stora korset av Nordstjärneorden, 3 december 1974.[4]
- Teknologie hedersdoktor vid Kungliga Tekniska högskolan 1977.[5]

## Övrigt
Ruben Rausing utvandrade 1969 till Lausanne, men fortsatte dock sin verksamhet i Sverige genom att efter köpet av lantegendomen Simontorp inrikta sig på innovationer inom jordbruk rörande bland annat insemination, vattenbruk och fiskodling. Ruben Rausings grav återfinns på Raus kyrkogård söder om Helsingborg.